# Samuel Roberts
Samuel Roberts (Horncastle, 15 de dezembro de 1827 — Londres, 18 de setembro de 1913) foi um matemático britânico.